# Шабанов, Сергей Рудольфович
Серге́й Рудо́льфович Шаба́нов (бел. Сяргей Рудольфавіч Шабанаў; род. 24 февраля 1974, Минск, СССР) — белорусский хоккеист, вратарь. С 2014 года — тренер вратарей клуба Белорусской экстралиги «Динамо-Молодечно».

## Биография

### Клубная карьера
С 1993 по 1997 права на него принадлежали клубу «Тивали» (Минск). Дальше сменил несколько команд. В 1999—2007 играл в чемпионате России за клубы «Динамо-Энергия» Екатеринбург, «Металлург» Новокузнецк и СКА Санкт-Петербург. С 2007 играл за клуб «Юность-Минск», в 2008—2009 был в аренде в «Крыльях Советов» Москва. С 2009 по 2012. защищал цвета гродненского «Немана». В сезоне 2012/2013 выступал за клуб «Гомель».

### Карьера в сборной
За сборную Белоруссии дебютировал в 1999 на чемпионате мира. Участвовал на чемпионатах мира 2000, 2001, 2003, 2005, 2006, 2007, на Олимпийских играх 2002. Участник чемпионата мира 2010.

## Политические взгляды
Подписал открытое письмо спортивных деятелей страны, выступающих за действующую власть Беларуси после жестких подавлений народных протестов в 2020 году.

## Достижения

### Командные
Польша
| Год        | Команда | Достижение         | Достижение |
| ---------- | ------- | ------------------ | ---------- |
| 1998, 1999 | Уния    | Чемпион Польши (2) |            |

Белоруссия
| Год        | Команда      | Достижение                                  | Достижение |
| ---------- | ------------ | ------------------------------------------- | ---------- |
| 1993, 1994 | Тивали       | Чемпион Белоруссии (4)                      |            |
| 2009, 2010 | Юность-Минск | Чемпион Белоруссии (4)                      |            |
| 1995       | Тивали       | Серебряный призёр чемпионата Белоруссии (4) |            |
| 2008       | Юность-Минск | Серебряный призёр чемпионата Белоруссии (4) |            |
| 2011, 2012 | Неман        | Серебряный призёр чемпионата Белоруссии (4) |            |
| 2009       | Юность-Минск | Обладатель Кубка Белоруссии (2)             |            |
| 2012       | Гомель       | Обладатель Кубка Белоруссии (2)             |            |

В сборной
| Год        | Команда    | Достижение                                                  | Достижение |
| ---------- | ---------- | ----------------------------------------------------------- | ---------- |
| 2002, 2004 | Белоруссия | Победитель Первого дивизиона чемпионата мира (Группа A) (2) |            |

### Личные
Суперлига
| Год  | Команда               | Достижение                | Достижение |
| ---- | --------------------- | ------------------------- | ---------- |
| 2002 | Металлург Новокузнецк | Участник Матча всех звёзд |            |

Белоруссия
| Год  | Команда      | Достижение                            | Достижение |
| ---- | ------------ | ------------------------------------- | ---------- |
| 2009 | Юность-Минск | Попадание в Символическую сборную «B» |            |
| 2011 | Неман        | Лучший вратарь Экстралиги             |            |

В сборной
| Год  | Команда    | Достижение                                                                     | Достижение |
| ---- | ---------- | ------------------------------------------------------------------------------ | ---------- |
| 2004 | Белоруссия | Лучший процент отраженных бросков Первого дивизиона чемпионата мира (Группа A) |            |
| 2004 | Белоруссия | Лучший коэффициент надежности Первого дивизиона чемпионата мира (Группа A)     |            |

Другие
| Год  | Достижение                                    | Достижение |
| ---- | --------------------------------------------- | ---------- |
| 2002 | Заслуженный мастер спорта Республики Беларусь |            |